# Desmany
Desmany (Desmanini) – plemię ssaków z podrodziny kretów (Talpinae) w obrębie rodziny  kretowatych (Talpidae).

## Zasięg występowania
Plemię obejmuje gatunki występujące w Europie.

## Systematyka
Do plemienia należą następujące występujące współcześnie rodzaje:
- Desmana Güldenstädt, 1777 – desman – jedynym żyjącym współcześnie przedstawicielem jest Desmana moschata (Linnaeus, 1758) – desman ukraiński
- Galemys Kaup, 1829 – wychuchol – jedynym żyjącym współcześnie przedstawicielem jest Galemys pyrenaicus (É. Geoffroy Saint-Hilaire, 1811) – wychuchol pirenejski

Opisano również rodzaje wymarłe:
- Archaeodesmana Topachevsky & Pashkov, 1983[18]
- Asthenoscapter Hutchison, 1974[19]
- Desmagale Kretzoi, 1954[20] – jedynym przedstawicielem był Desmagale pannonica Kretzoi, 1954
- Desmanella Engesser, 1972[21]
- Gerhardstorchia Dahlmann & Doğan, 2011[22]
- Lemoynea Bown, 1980[23] – jedynym przedstawicielem był Lemoynea biradicularis Bown, 1980
- Magnatalpa Oberg & Samuels, 2022[24] – jedynym przedstawicielem był Magnatalpa fumamons Oberg & Samuels, 2022
- Mygalea Schreuder, 1940[25]
- Mygalinia Schreuder, 1940[26] – jedynym przedstawicielem był Mygalinia hungarica (Kormos, 1913)
- Mygatalpa Schreuder, 1940[27]